# Bow Road (London Underground)

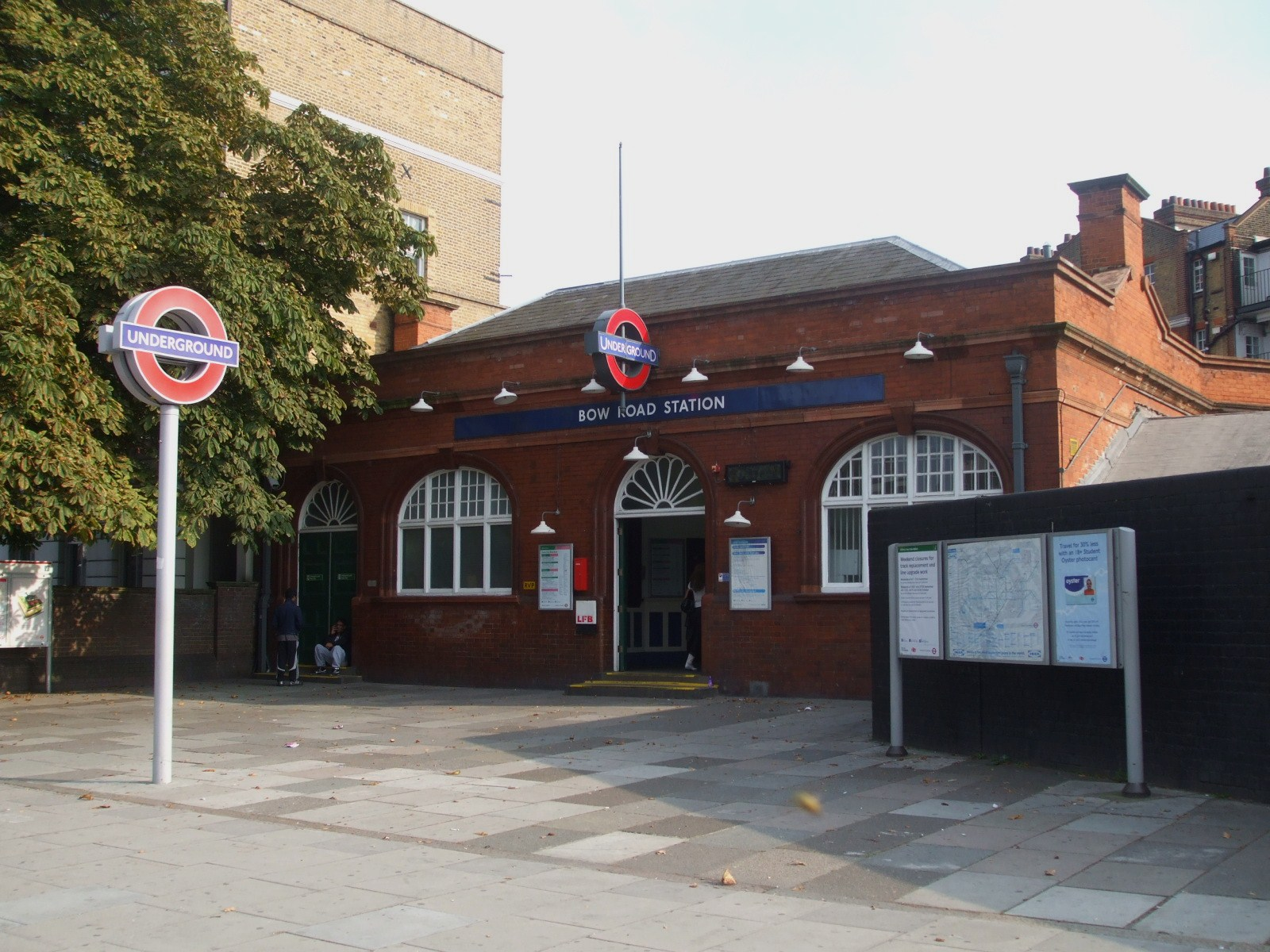
Stationsgebäude

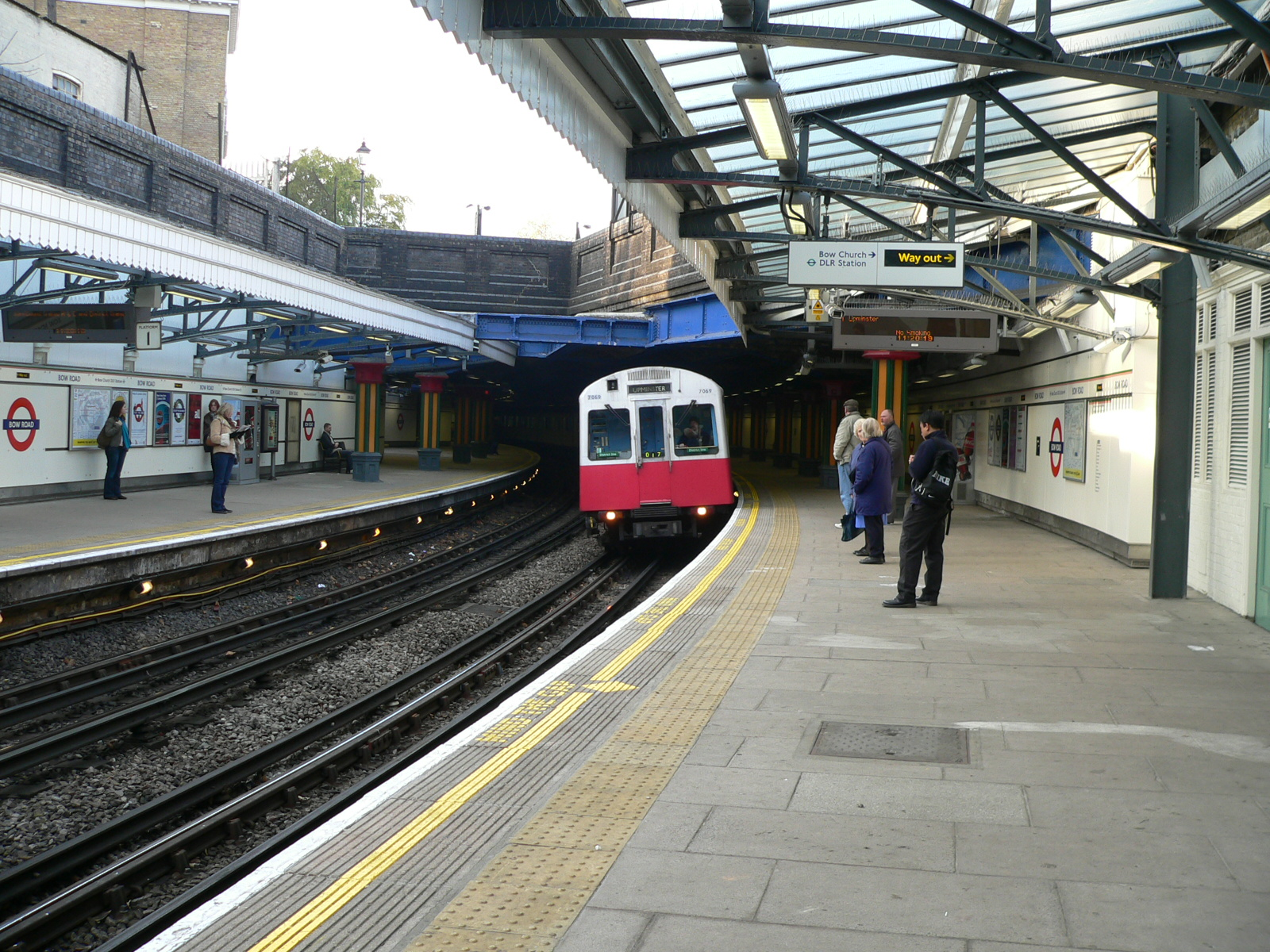
Ein ostwärts verkehrender Zug der District Line hält in der Station

Bow Road ist eine Station der London Underground im Stadtbezirk London Borough of Tower Hamlets. Sie liegt in der Travelcard-Tarifzone 2 an der gleichnamigen Straße. Im Jahr 2014 nutzten 5,77 Millionen Fahrgäste die Station. Etwa zweihundert Meter weiter östlich befindet sich die Station Bow Church der Docklands Light Railway (DLR).
Am westlichen Ende der Station Bow Road liegt der Ausgang des Innenstadttunnels. Die Steigung der Tunnelzufahrt östlich der Station beträgt 3,57 %; dies ist der steilste Abschnitt im gesamten Netz der Londoner U-Bahn. Das Stationsgebäude steht unter Denkmalschutz. Bow Road wird ganztägig von den Zügen der District Line und der Hammersmith & City Line bedient. Letztere verkehren allerdings nicht am frühen Morgen, am späten Abend und an Sonntagen.
Eröffnet wurde die Station am 11. Juni 1902 durch die Whitechapel and Bow Railway, einem Joint Venture der Metropolitan District Railway (heutige District Line) und der London, Tilbury and Southend Railway. Die Metropolitan Line bediente Bow Road erstmals am 30. März 1936 (deren Zweigstrecke in Richtung Barking wurde 1988 an die Hammersmith & City Line übertragen).
Die Station steht seit 1973 unter Denkmalschutz (Grade II).